# Helodon vernalis
Helodon vernalis är en tvåvingeart som först beskrevs av Shewell 1952.  Helodon vernalis ingår i släktet Helodon och familjen knott. Inga underarter finns listade i Catalogue of Life.